# Lopidea confraterna
Lopidea confraterna är en insektsart som först beskrevs av Gibson 1918.  Lopidea confraterna ingår i släktet Lopidea och familjen ängsskinnbaggar. Inga underarter finns listade i Catalogue of Life.